# (1084) Tamariwa
(1084) Tamariwa ist ein Asteroid des Hauptgürtels, der am 12. Februar 1926 vom russischen Astronomen Sergei Iwanowitsch Beljawski am Krim-Observatorium in Simejis entdeckt wurde.
Benannt ist der Asteroid nach der sowjetischen Fallschirmspringerin Tamara Iwanowa.